# Aedes imprimens
Aedes imprimens är en tvåvingeart som först beskrevs av Walker 1860.  Aedes imprimens ingår i släktet Aedes och familjen stickmyggor. Inga underarter finns listade i Catalogue of Life.